# Тадеуш Розвадовски
Тадѐуш Йо̀рдан Розвадо̀вски (на полски: Tadeusz Jordan Rozwadowski)(19 май 1866 – 18 октомври 1928) е полски пълководец, дипломат и политик, служил в австро-унгарската армия, a след това и в полската армия.

## Биография

### Ранни години
Розвадовски е роден в Бабин, близо до Калуш, Галиция, част от австрийската империя (Австро-Унгария от 1867). Семейството на Розвадовски е шляхтишко от герба Тромби. Семейството получава титлата граф от Хабсбургския император Йозеф II през 1783 г. и е прието в благородството на Свещената Римска империя и австрийската аристокрация,
Тадеуш произхожда от семейство с дълга военна традиция - прозвището „Йордан“ е спомен от един далечен прародител, който по време на Третия кръстоносен поход е първият поляк видял светата река Йордан. Прародител на генерала е и Мачей Розвадовски, показал смелост в Битката за Виена през 1683. Прадядо на Тадеуш е Kажимеж Йордан-Розвадовски – бригаден генерал при Косцюшко при последната подялба на Полша. Дядо му генерал Виктор Розвадовски воюва в Ноемврийското въстание и е награден с ордена Virtuti Militari. А бащата Томислав воюва в Януарското въстание като командир в кавалерията на бунтовниците.

### Служба в Австро-унгарската армия
Преди избухването на Първата световна война Тадеуш Розвадовски се присъединява към Австро-унгарската армия като офицер от артилерията. Той (а впоследствие и синът му) учи в известната Испанска школа по езда във Виена. В следващите години Розвадовски служи с австрийската армия в Букурещ, Румъния. През 1914 г. той става командващ офицер на 12-а артилерийска бригада, прикрепена към базираната в Краков 12-а пехотна дивизия. Квалифициран командир, той се превръща в командващ офицер на 43-та пехотна дивизия, която ръководи по време на победоносната битка при Горлице. За заслугите си в тази битка той е награден с Военния орден на Мария Терезия. Заслуха на Розвадовски е откриването на тактиката за артилерийски обстрел, наречена Feuerwaltze – „Огнен валяк“. В австро-унгарската армия, той се издига до ранга на фелдмаршал-лейтенант.

### Начало на полската военослужба
На 26 октомври 1918 Розвадовски става член Регентския съвет, а именно началник на щаба на Полските въоръжени сили след възвръщането на независимостта на Полша. На 15 ноември същата година той подава оставка от поста си и е назначен на същия пост в рамките на възстановената полската армия седмица по-късно. До 19 март 1919 той е и командващ офицер на източната армия в Полско-украинската война в Галиция.

### Началник на полските военни мисии в Париж, Лондон и Рим
Розвадовски е изпратен в Париж, където участва в делегацията на Полша към конференция за мир и е един от хората, подписали Версайския мир. Генералът се отправя и на многобройни полски военни мисии в Париж, Лондон и Рим. През юни той става официален представител на полските въоръжени сили в Париж и влияе за получаването на международна подкрепа за Полша.

### Началник на щаба при битката за Варшава
В разгара на болшевишката руска офанзива в Полско-съветската война на 22 юли 1920 г. той се завръща в Полша и поема поста на Началник на генералния щаб и член на Съвета по отбрана. Мненията сред историците се различават по отношение на степента, в която той е отговорен за разработването на изключително успешен план за обрата при Варшава. Тази битка обръща течението на войната, известна е още като „Чудото на Висла“. Разбира се, той обмисля подобен план. Някои твърдят, че ролята му е още по-важна от тази на Маршала на Полша Йозеф Пилсудски. По време на войната Розвадовски е награден с Virturi Militari (класове II и V) и Кръста за доблест (четири пъти).
След края на войната той става генерален инспектор полската кавалерия и автор на реформата от 1924 в тактиката и организацията на кавалерийските единици. Той също е един от най-ранните привърженици на полските танкове и авиация. През март 1921 г. Йордан-Розвадовски използва контактите си в Букурещ за да помогне за основаването на Полско-румънски отбранителен алианс.

### Затвор след преврата на Пилсудски
По време на Преврата през май 1926 Розвадовски е командир на силите, верни на правителството и приема ролята на военен губернатор на Варшава. След победата на Йозеф Пилсудски генералът е арестуван във Варшава на 15 май 1926 г. и прехвърлен с четирима други задържани генерали във военен затвор във Вилнюс, където са държани в много строги условия в неотоплена клетка в продължение на повече от година до 18 май 1927.
Пресата неколкократно отпечатва неточни и неверни обвинения спрямо генерала за неправомерни финансови сделки по време на службата му в армията. Те никога не са били представени пред него и остават само непотвърдени слухове.

### Смърт и последици
Скоро след неговата амнистия и пенсиониране Розвадовски умира при мистериозни обстоятелства в болница във Варшава. Той е погребан (на фона на слуховете за неговото отравяне) с военни почести в Гробище Личаков в Лвов, сред загиналите си войници от 1918 – 1919 в полско-украинската война.
В годините след смъртта му официалните полски медии се опитват да изтрият паметта за Тадеуш Розвадовски. Тази тенденция също преобладава по време на комунистическото управление в Полша след Втората световна война. Едва след падането на комунизма историци в Полша успяват да обективизират въпроса за обстоятелствата около Битката за Варшава, както и относно живота и приноса към историята на Полша и Европа на Тадеуш Розвадовски.

## Семейство
Синът му Юзеф е офицер от артилерията в полската армия и също е награден с Virturi Militari, но през 1930 г. той е принуден да подаде оставка и комисионна си и да емигрира в САЩ поради явната си подкрепа за про-демократичните и анти-Пилсудски сили в Полша. В САЩ Юзеф работи като инженер и проектиран асансьорите в Емпайър Стейт Билдинг, както и за дизайна на полския павилион за Световните панаири през 1939 и 1964.